# Geoffrey Walsh
Geoffrey Walsh, CBE, DSO, CD (* 19. August 1909 in Brantford, Ontario; † 3. April 1999 in Ottawa, Ontario) war ein kanadischer Offizier, der zuletzt als Generalleutnant zwischen 1964 und 1965 stellvertretender Chef des Verteidigungsstabes der Streitkräfte Kanadas war.

## Leben
Geoffrey Walsh, Sohn von H. L. Walsh, absolvierte die St Catherine’s Collegiate School und trat 1930 in die Canadian Military Engineers ein. Während des Zweiten Weltkrieges war er zwischen dem 1. April 1942 und dem 2. Januar 1944 Kommandeur der Royal Engineers der 1. Kanadischen Division (1st Canadian Division). Für seine Verdienste in dieser Verwendung wurde er mit dem Distinguished Service Order (DSO) ausgezeichnet. Im weiteren Kriegsverlauf war er kurzzeitig Kommandeur der Royal Engineers der im Vereinigten Königreich stationierten 4. Kanadischen Division sowie anschließend vom 13. Februar bis zum 1. September 1944 Chefingenieur des beim Italienfeldzug eingesetzten II. Kanadischen Korps (II Canadian Corps) unter dem Kommandierenden General Guy Simonds, ehe er zwischen dem 2. September 1944 und dem 20. Juli 1945 als Chefingenieur der 1. Kanadischen Armee (First Canadian Army) fungierte. Für seine Verdienste in dieser Zeit wurde er 1944 auch Commander des Order of the British Empire (CBE).
Nach Kriegsende war Walsh, dem auch die Canadian Forces’ Decoration (CD) verliehen wurde, Kommandeur (Commanding Officer) der Region Ost-Ontario, Kommandeur der 
des 27. Brigade (27th Canadian Brigade) sowie Generaldirektor für Militärische Ausbildung. Er war von 1955 bis 1959 Generalquartiermeister des Heeres (Canadian Army) sowie zwischen 1959 und 1961 Kommandierender General (General Officer Commanding) des Heereskommandos West (Western Command). Als Nachfolger von Generalleutnant Samuel Findlay Clark übernahm er 1961 den Posten als Chief of the General Staff und war damit bis 1964 militärischer Befehlshaber der Canadian Army. Im Anschluss wurde er von Generalleutnant Jean Victor Allard abgelöst, der die neue Amtsbezeichnung Kommandeur des Mobilen Kommandos Oberkommandierender des Heeres trug. Er selbst übernahm 1964 den neu geschaffenen Posten als stellvertretender Chef des Verteidigungsstabes der Streitkräfte Kanadas (Vice Chief of the Defence Staff) und war damit Stellvertreter des Chef des Verteidigungsstabes, Air Chief Marshal Frank Robert Miller. Er verblieb bis zu seinem Eintritt in den Ruhestand 1965 auf diesem Posten und wurde daraufhin von Generalleutnant Robert Moncel abgelöst.
Aus seiner 1935 mit Gwynn Abigail Currie geschlossenen Ehe ging ein Sohn hervor.